# Riekiella nicholsi
Riekiella nicholsi är en tvåvingeart som beskrevs av Kelsey 1971. Riekiella nicholsi ingår i släktet Riekiella och familjen fönsterflugor. Inga underarter finns listade i Catalogue of Life.